# Pardo
Pardo – ludność mieszana rasowo w Brazylii, mającą przodków zarówno białych, czarnych, indiańskich jak i żółtych. Ze względu na mieszane pochodzenie kolor skóry i inne cechy antropologiczne są bardzo zróżnicowane i często nakładają się na siebie. Na przykład: Pardo o jasnej karnacji (cecha rasy białej) może mieć indiańskie rysy twarzy i mocno kręcone włosy (cecha rasy czarnej). 
Pardo jako kategoria rasowa jest oficjalnie używane przez Brazylijski Instytut Geograficzny i Statystyczny w spisach ludności od 1950. Inne kategorie rasowe ujęte w spisie to: branco ("biały"), negro ("czarny"), amarelo ("żółty", odnosi się do przybyszy ze Wschodniej Azji) oraz indígena (ludność rdzenna).
Do Pardo w Brazylii zalicza się Mulatów, Metysów, Zambo oraz ludność pochodzenia mieszanego (tzn. taką, która ma przodków wywodzących się spośród więcej niż dwóch ras). 
Pierwszy brazylijski spis ludności w XX wieku odbył się w 1940. Wówczas na określenie przynależności rasowej istniały 3 kategorie: biała, czarna, żółta. Jeśli ankietowany nie zadeklarował przynależności do żadnej z wymienionych ras, ankieter dokonywał skreślenia. Gdy zaczęto podliczać wyniki spisu, ludność niedeklarującą przynależności do żadnej rasy zakwalifikowano jako "Pardo". W spisie z 1950 dodano możliwość wyboru "Pardo" na określenie swojej rasy. 
Nieoficjalnie wśród Brazylijczyków używa się określenia "moreno", co również oznacza "brązowy". W 1995 w jednym z badań 32% badanych zadeklarowało się jako "moreno", przy czym około 6% jako "moreno claro" (czyli "jasnobrązowy") oraz 7% jako "pardo".
Określenie "pardo" było również używane w hiszpańskich posiadłościach kolonialnych, gdzie stosowano je zamiennie z nazwą Mulat.